# روبي د.
روبي د. (بالإنجليزية: Robby D.)‏ هو مشغل كاميرا ومخرج أمريكي، ولد في القرن العشرين في لونغ بيتش في الولايات المتحدة.

## وصلات خارجية
- روبي د. على موقع IMDb (الإنجليزية)
- روبي د. على موقع ألو سيني (الفرنسية)
- روبي د. على موقع قاعدة بيانات الفيلم (الإنجليزية)
- روبي د. على موقع كينوبويسك (الروسية)